# Kanton Sellières
Kanton Sellières (francouzsky Canton de Sellières) je francouzský kanton v departementu Jura v regionu Franche-Comté. Tvoří ho 13 obcí.

## Obce kantonu
- Bréry
- La Charme
- Darbonnay
- Lombard
- Mantry
- Monay
- Passenans
- Saint-Lamain
- Saint-Lothain
- Sellières
- Toulouse-le-Château
- Vers-sous-Sellières
- Villerserine